# Tummel Bridge (Ortschaft)

Zufahrt nach Tummel Bridge

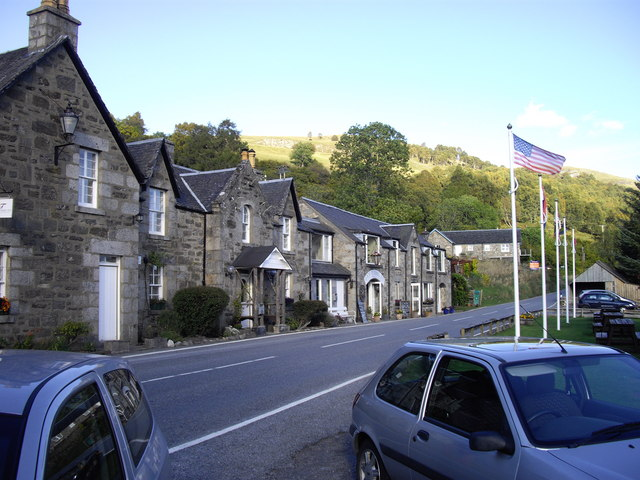
Durchfahrtsstraße in Tummel Bridge

Tummel mit alter und neuer Brücke

Tummel Bridge ist eine Ortschaft, die im Norden von Schottland zwischen Inverness im Norden und Perth im Südosten in der Council Area Perth and Kinross liegt. Im Rahmen der historischen Gliederung Schottlands in Civil Parishes zählt es zu Blair Atholl, das zu Perthshire gehörte.

## Geographie
Tummel Bridge liegt am River Tummel, ein wenig westlich von dessen Mündung in den See Loch Tummel. Er kommt von Westen, parallel etwas südlich verläuft ein künstlich geschaffener Bach, der auf Höhe des Ortes in den Fluss geführt wird. Hier betreibt er ein Wasserkraftwerk, das, gemeinsam mit einigen anderen, ab den 1930er Jahren errichtet wurde, um so elektrische Energie gewinnen zu können. Der Ort bildete lange das Zentrum dieser Anlagen, mit einer zunehmenden Modernisierung der insgesamt neun Kraftwerke wurde es nach Perth verlagert.

## Verkehr
Verkehrstechnisch zu erreichen ist Tummel Bridge von Südosten ab Aberfeldy und Westen ab Rannoch Station über die B846. Sie überquert den River Tummel über eine Brücke. Von ihr zweigt am Nordufer nach Osten die B8019 in Richtung Pitlochry ab.

## Historisch Bedeutsames
Seinen Namen trägt die Ortschaft nach der genannten Brücke, der Tummel Bridge. Errichtet wurde sie als Teil einer ab 1733 durch Feldmarschall George Wade errichteten Militärstraße. Das originale Bauwerk, längst durch einen Neubau ersetzt, wurde 1971 in die schottische Denkmalliste in der höchsten Denkmalkategorie A aufgenommen.